# Sven Schwarz
Sven Schwarz (Haarlem, 3 december 1964) is een Nederlands roeier. Hij vertegenwoordigde Nederland bij verschillende grote internationale wedstrijden. Zo nam hij tweemaal deel aan de Olympische Spelen en won een zilveren medaille bij de wereldkampioenschappen roeien.
In 1988 maakte hij op 23-jarige leeftijd zijn olympisch debuut op de Spelen van Seoel. Als roeier kwam hij uit op het onderdeel vier zonder stuurman. De roeiwedstrijden werden gehouden op de roei- en kanobaan in de rivier Han nabij Seoel. De Nederlandse boot kwalificeerde zich via 6.17,24 (series) en 6.14,96 (halve finale) voor de kleine finale. Daar finishten de Nederlands als derde in 6:15.32 en eindigde zodoende op een 9e plaats overall.
Zijn beste prestatie leverde hij in 1990 met het winnen van een zilveren medaille op het WK roeien in Montreal. Op het roeionderdeel vier zonder stuurman won hij een zilveren medaille in een tijd van 5.53,41. Twee jaar later kwam hij bij de Olympische Spelen van Barcelona opnieuw uit op de vier zonder stuurman en reikte via 6.01,19 (series) en 6.00,55 (halve finale) tot de finale. Daar werden de Nederlanders vijfde in 5.59,14. De wedstrijd werd gewonnen door Australië met een tijd van 5.55,04.
In zijn actieve tijd was hij aangesloten bij Het Spaarne. Hij studeerde mechanische machinebouw en was de broer van de inmiddels overleden Ralph Schwarz (OS 1988).

## Palmares

### roeien (vier zonder stuurman)
- 1987: 6e WK - 6.52,11
- 1988: 9e OS - 6.15,32
- 1989: 5e WK - 6.12,94
- 1990:  WK - 5.53,41
- 1991: 5e WK - 6.38,04
- 1992: 5e OS - 5.59,14

### roeien (dubbel vier)
- 1993: 7e WK - 5.52,13

Johan Leutscher · 
Sven Schwarz · 
Ralph Schwarz · 
Tjark de Vries
Bart Peters · 
Niels van der Zwan · 
Jaap Krijtenburg · 
Sven Schwarz